# Jamie Gold
Jamie M. Gold (født 25. august 1969) er en amerikansk tv-producent, som bl.a. søger talenter. I øvrigt er han også pokerspiller. I 2006 vandt han World Series of Poker Main Event "WSOP" med en førstepræmie på $12,000,000. Igennem hele sin pokerkarriere har han vundet $12.170.024. I øjeblikket bruger han også sin tid på at være formand for underholdningsselskabet Buzznation. Buznation er også kendt for at arrangere store pokerturneringer. Det var bl.a. denne virksomhed, han havde som sponsor under WSOP.

## Barndom
Jamie Gold blev født i Kansas City, Missouri som Jamie M. Usher. Da han var lille flyttede han sammen med sin mor til Manhattan. Hans navn blev ændret ved en retskendelse, til det navn han bærer i dag Jamie M. Gold. Dette skete, fordi moderen var blevet skilt, og dernæst gift igen, med Dr. Robert Gold. Den nye familie flyttede så til Paramus, New Jersey. Her gik han som 18-årig i 1987 på Paramus High School. Han har senere taget en bachelorgrad på State University of New York i Albany i 1991. Her studerede han lovgivning på UCLA. Nu bor Gold i Malibu, Californien.

## Poker
Da Gold var ung, begyndte han at interessere sig for poker. Hans mor Jane, var en ivrig pokerspiller, mens bedstefaren var en gin rummy spiller. Da Gold begyndte at arbejde med tidligere WSOP Main Event vindere, som Johnny Chan og Chris Moneymaker under et tv-show, blev førstenævnte hans nye mentor. I 2005 begyndte Gold regelmæssigt, at spille pokerturneringer rundt om i USA. I april samme år, vandt han sin første store No-Limit Hold’em turnering på Bicycle Casino. Denne førsteplads indbragte ham ”blot” $54,225. I løbet af de næste 12 måneder, kom Gold 7 gange i pengene på forskellige turneringer i Californien. 
En nabo til 2000 WSOP Main Event vinder Chris Ferguson, har sagt i nogle interviews, at Chris var en af de få professionelle pokerspillere til at godkende Golds spillestil under Main Event 2006. Dette måtte være en god godkendelse, for Jamie Gold vandt til sidst titlen som Verdensmester. Mens mange andre professionelle kritiserede Gold i de senere faser af Main Event, opfordrede Chris Ferguson, ham til at bevare sin perfektionerede stil.  

## World Series of Poker
Fra dag 4 af, begyndte Gold at være chipsleader. Dette imponerende chiplead holdt helt til slut. På finalebordet slog han 7 af 8 modstandere ud. Den eneste spiller, han ikke slog ud, var den professionelle amerikanske pokerspiller fra FullTiltPoker Allen Cunningham, der blev nr. 4. Turneringen var og er til dags dato, den største live turnering nogensinde. Gold besejrede hele 8.772 spillere, som hver især havde lagt $10,000, for at være med. Heads-up besejrede Gold Paul Wasicka, der dog kunne trøste sig med hele $6,102,499. Udover Paul Wasicka, slog han også Michael Binger, Rhett Butler, Richard Lee, Douglas Kim, Erik Freeberg og Dan Nassif. Nu var Gold verdensmester anno 2006, og den eneste spiller i verden, der havde vundet mere end $10,000,000, i bare en enkelt turnering. Lige for øjeblikket ligger han nummer 1 på alle tiders top penge vindere i poker med hele $12,170,024 ifølge [thehendonmob.com]. Udover de dejlige $12,000.000, fulgte et WSOP Bracelet #armbånd# med i pengestakken. En af Golds faktorer, var, at han var præget af en mystisk evne, som kunne drive sine modstandere til, at spille dårligt. Konsekvent fortalte han hans modstandere, at han enten havde en stærk, eller dårlig hånd. Nogle gange fortalte han sandheden, andre gange ikke. Golds ”Table Talk”, brugte han meget før og på finalebordet, det blev kritiseret en del undervejs. At en spiller fortæller hvad han har, er faktisk imod WSOP-reglerne. På et tidspunkt på finalebordet, viste Gold sit ene pocket kort #et billedkort# til en modstander. Dette skabte usikkerhed for modstanderen, som foldede sin hånd. Han er aldrig blevet straffet, af hverken WSOP eller i andre store turneringer. Dog fik han en advarsel før WSOP 2007. Efter at Gold havde vundet de mange penge i VM-finalen, ringede han straks til hans far #stedfar Dr. Robert Gold#, og fortalte hvad der var sket. Faren kunne ikke være, at se ham spille, for han var ramt af Lou Gehrigs sygdom. Jamie lovede, at han ville bruge en del af pengene, til at få faderen rask igen. 4 måneder senere døde han. 

## Efter WSOP
Efter Gold havde opdaget, hvor stort det var, at have vundet $12,000,000 og at han nu havde indset, at han var den, der havde tjent mest på sin sport, ville han stadigvæk arbejde, og spille poker på hobbyplan. Efterfølgende har man set ham i NBC’s Poker After Dark Cash Game Sit and Go tv-show 4 gange. Han har også optrådt i sæson 3 og 4 på GSN’s populære tv-show High Stakes Poker. Her vandt han bl.a. en $750,000 pot mod finske Patrik Antonius.    
Her følger de 3 største turneringer, som Gold har vundet eller cashet i
| År   | Turnering                                                 | Vundet $US      |
| ---- | --------------------------------------------------------- | --------------- |
| 2005 | $200 No Limit Hold'em                                     | $54.225         |
| 2006 | $10,000 No Limit Texas Hold'em - World Championship Event | $12.000.000     |
| 2007 | £10,000 No Limit Hold'em - WSOP Europe Main Event         | £27.150/$54.673 |